# Clarence King
Clarence King, född 6 januari 1842 i Newport, Rhode Island, död 24 december 1901 i Phoenix, Arizona, var en amerikansk geolog.
King inträdde 1863 i Kaliforniens geologiska undersökning. I tre år arbetade han i Sierra Nevada och undersökte där bland annat Yosemite Valley, och 1867-72 utfördes efter hans planer en storslagen undersökning av Sierra Nevada på dess bredaste ställe, utefter 40:e breddgraden, vars viktiga resultat publicerades i Report of the Survey of the 40th Parallel.
Kings plan (1878) för upprättandet av en geologisk undersökning för hela USA vann myndigheternas gillande, och 1879 upprättades US Geological Survey, som jämte andra rent geologiska arbeten särskilt tog som sin uppgift mineralstatistiken, inte enbart för USA, utan i viss mån för hela världen. King blev dess förste direktor, men sedan han organiserat arbetet, avgick han 1881 och ägnade sig som privatperson åt geologiska studier och resor.